# Auditor independente
Um auditor independente ou auditor externo é um profissional que realiza uma auditoria em conformidade com as leis ou regras específicas sobre as demonstrações contábeis de uma empresa, entidade do governo, outra pessoa jurídica ou organização, e que é independente da entidade que está sendo auditada. Os usuários das informações financeiras destas entidades, tais como investidores, órgãos governamentais e o público em geral contam com o auditor externo para apresentar um relatório de auditoria imparcial e independente.
A forma de nomeação, as qualificações e o formato do relatório de um auditor externo é definido por lei que varia de acordo com a legislação de cada país. Em regra, os auditores externos devem ser membros de órgãos de contabilidade profissionais reconhecidos. No Brasil, devem ser inscritos no Conselho Federal de Contabilidade (CFC).
Para companhias abertas listadas em bolsas de valores nos Estados Unidos, a Lei Sarbanes-Oxley (SOX) impôs exigências rigorosas aos auditores externos na avaliação dos controles internos e relatórios financeiros. Em muitos países, os auditores externos de entidades comerciais nacionalizadas são nomeados por um órgão independente do governo, como o Controlador e Auditor Geral.

## Princípios éticos
Os princípios fundamentais da ética profissional a serem observados pelos auditores independentes incluem:
- honestidade(ou integridade);
- objetividade;
- competência e zelo profissionais;
- sigilo; e
- comportamento profissional.